# Kiriat Ata
Kiriat Ata sau Kiryat Ata (în ebraică:קרית אתא) este un oraș în districtul Haifa din nordul Israelului, în șesul litoralului Akko (Acra) al Mării Mediterane. Populația sa în anul 2019 a fost de 59.030 locuitori, din care 92% evrei. Aria municipală cuprinde 2000  hectare. Numele său la înființare în anul 1925 era Kfar Ata (adică Satul Ata). Kiriat Ata face parte din orașele numite la plural Krayot (la singular Kiriat...) aflate de-a lungul Golfului Haifa, la nord-est de orașul Haifa, celelalte fiind Kiriat Yam, Kiriat Shmuel, Kiriat Bialik, Kiriat Motzkin, Kiriat Haim. A primit statutul de oraș în anul 1969.
Din anul 1996  primarul orașului este Yaakov Peretz.

## Denumirea
La origine localitatea s-a numit Kfar'Ata כפר עטה după numele satului arab  Kufr'Ata كفر عطا  sau Kufrata.
În 1946 numele a fost schimbat în Kfar Ata כפר אתא de data aceasta după numele asemănător al întreprinderii textile Ata.

## Istoria

### Antichitate
Tradiția biblică atribuie teritoriul unde se află orașul tribului israelit antic Zevulun,(Facerea 49, 13) dar după unii istorici, bazându-se tot pe surse biblice (Judecători 5,17), i-a precedat tribul israelit Asher .
După anul 1990 s-a excavat în sud-estul localității  un sit arheologic din Epoca Bronzului timpuriu în care s-au dezvelit și vestigii stratificate din Neolitic, cât și din Epoca Bronzului timpuriu EB, IB ;i EB II. din epoca canaanită.
În locul numit Tell al-Idham din crângul Brandes, dinapoia cartierului Neve Hen s-au găsit vestigiile unei așezări care a persistat din Epoca Bronzului timpuriu, trecând prin perioada dominației persane ahemenide și până în vremea stăpânirii romane
Din epoca canaanită târzie din a doua jumătate a mileniului al II-lea î.e.n s-au găsit urmele unui stațiuni comerciale, inclusiv o pecete de pe unul din ulcioare care face aluzie la prezența în zonă reprezentanților faraonului Seti I sau a faraonului însuși  
Arheologii israelieni Mordechai Aviam și Dan Barag (1935-2009) au apreciat că ar putea fi vorba de așezarea Capharatha (gr.Καφαραθ) sau Kfar Ekha din Galileea inferioară pomenită de Iosephus Flavius (Yosef ben Matitiyahu) în autobiografia sa („Vita”).  
Trei situri arheologice din zonă au fost identificate ca având vestigii atribuite israeliților.
Tel Peer, la intrarea sudică a orașului (despre unii cred ca ar putea fi Beten din Biblie, Cartea Iosua 19,25), Tel Nahal (la sud de cartierul Ir Ganim, despre care unii presupun ca ar putea fi Mishael din Biblie, Cartea Iosua 19,25)  și cel mai însemnat -  Khirbet Sharta, la est de Colina cu ciclameni în direcția Ghivat Ram. Acesta din urmă cuprinde vestigii de așezare din Epoca Bronzului, Epoca fierului, perioada elenistică, romană, bizantină și mamelucă.
Din epoca talmudică sub stăpânire romană și bizantină s-au găsit urme mai ales in peșteri funerare; sicrie din argilă, ulcioare din argilă și sticlă, monede și bijuterii din os, bronz și aur.  Romanii care au contribuit la dezvoltarea regiunii cu numeroase proiecte de construcții, au lăsat între altele pietre de hotar, cea mai remarcabilă având inscripția "Districtul rural". 

### Evul Mediu
Au fost găsite teascuri de vin cioplite în stâncă din perioada bizantină. Unele au încrustate cruci și litere grecești, ceea ce sprijină teoria după care aici s-a aflat o mănăstire bizantină. La fața locului s-au descoperit și ceramici din  perioada bizantină ,de asemenea s-a excavat o clădire din vremea bizantină sau arabă omeiadă..
În anul 1283 „Kafrata” este menționată ca parte din domeniul sub controlul cruciaților, în conformitate cu acordul de tip „hudna” dintre ei și sultanul mameluc al Egiptului,Qalawun. 
S-au găsit aici și obiecte de ceramică și din vremea mamelucilor.

### Epoca otomană
După cucerirea regiunii de către turcii otomani în 1517 Kufrata este menționată într-un registru (Defter) din 1596  ca făcând parte din Nahiya Akka, parte a Sangeacului Safed. Populația era formată din 15 familii, toate musulmane.
Ele plăteau un impozit de 20% pe recolta de grâu, [[orz]=], fructe , bumbac , pe capre și stupuri, în afara impozitului pe venituri ocazionale, în total 1.508 akçe

Pe o hartă compilată de Pierre Jacotin în timpul campaniei lui Napoleon Bonaparte în Egipt și Siria, satul este menționat sub numele Koufour Tai. 
În 1859 locuiau în localitate 100 locuitori, iar aria cultivată era de 16 feddani, adică 6,4 hectare
 În 1875 Victor Guérin vizitând regiunea,relata că satul avea 50  de case.
În 1881 Survey of Western Palestine, publicat de Fondul de Explorare al Palestinei descrie satul Kefr Etta, ca un sat de câmpie, din chirpici, având un izvor de apă în nord, și un crâng de măslini în partea de est. După opinia lui Palmer, numele satului ar însemna Satul lui Etta, Etta fiind intepretat ca un nume de persoană. 
 
O listă a populației din 1887 arăta ca Kefr Etta număra 285 locuitori, toți musulmani. 

### Regimul mandatar britanic
La recensământul din 1922 organizat de britanici, noii administratori ai Palestinei, Kufritta număra 400 locuitori, din care 393 musulmani și 7 creștini. 
Locul a fost achiziționat de evrei în 1925 ca parte din tranzacția cu familia de moșieri arabi creștini Sursock.
Anul 1925 este considerat anul înființării localității evreiești Kfar Ata de către compania sionistă „Avodat Israel” (Munca Israelului) care a cumpărat 1000 hectare de la effendi Alexander Sursock  care locuia la Beirut și a pus bazele unei colonii agricole - „moshavá”
În acea vreme locuiau în Kufritta 75 familii de țărani arendași arabi, care au fost nevoite să se transfere. 
În Tulburările arabe din 1929 așezarea a fost lovită greu și evreii au fost nevoiți să o părăsească aproape cu totul. Au izbutit, însă, să se întoarcă și să o reînnoiască în anul 1930.
La recensământul palestinian din 1931 Kufritta avea o populație de 29 evrei și 4 musulmani, cu un total de 13 case locuite.
În 1934 s-a stabilit aici una din principalele întreprinderi textile din Palestina, firma ATA.(inițialele cuvintelor ebraice Arig Totzeret Artzenu -  „Stofe produse în țara noastră”) după care localitatea a primit numele, asemănător celui precedent, Kfar Ata.  
În 1934  Kfar Ata a primit statutul de consiliu comunal 
În anul 1935 s-a deschis cafeneaua Margoa („Odihnă”), mai întâi într-o baracă, apoi ca sală de festivități, restaurant și cafenea, care există până astăzi.
În 1945 populația localității Kfar Atta era alcătuită din 1.690 evrei, iar suprafața ei era de 613 hectare  Din aceasta 0,6 hectare era destinate citricelor și bananierilor, 3.9 hectare altor plantații și terenuri irigabile, 152 hectare au fost cultivate cu cereale, iar 359 hectare reprezentau zona rezidențială urbană

### În Statul Israel
În cursul Războiului de independență al Israelului Kfar Ata a servit drept bază de plecare a unităților care au participat la Operațiunea „Dekel”. În anii 1950 s-au înființat în localitate și în apropierea ei maabarot tabere de cazare a noilor imigranți evrei Kfar Ata, Kiriat Nahum și Shfaram sau Ghil'am. Aceasta din urmă a fost înglobată în anul 1958 în localitatea Kfar Ata. 
În anii 1949-2015 a funcționat în așezare Școala de poliție, mutată ulterior la Beit Shemesh.
În anul 1965 Kfar Ata s-a unit cu consiliul local Kiriat Binyamin și și-a schimbat numele în Kiriat Ata. 
În 1969 Kiriat Ata a primit statutul de oraș.  
Întreprinderea textilă ATA s-a închis în anul 1985.
În anul 1995 a inceput construirea cartierelor Ghivat Tal și Ghivat Ram/
În anul 2006 în cursul celui de-al Doilea Război din Liban organizația Hizballah din Liban a lansat rachete asupra Israelului, câteva din ele căzând la Kiriat Ata, unde au cauzat  moartea a două persoane si pagube materiale.

### Clima
Kiriat Ata are un climat mediteranean cu veri calde și uscate și ierni blânde ploioase. Luna cea mai călduroasă este iulie și cea mai rece este februarie. În cursul secolului al XX-lea a căzut de trei ori zăpadă: în 1950, 1992 și 1999. Precipitațiile anuale sunt de aproximativ  524 mm

### Demografia
După datele Oficiului Central de Statistică în 2002 au locuit în oraș 23,700 persoane de sex masculin și 24,900 de sex feminin. 99,8% erau evrei. Distribuția după vârste a fost 31,4% sub vârsta de 19 ani, 15,7% între 20-29 ani, 18,5% între 30-44 ani, 18,3% între 45-59 ani, 4.1% între 60-64 ani, și 11,9% peste 65 ani. Rata de creștere a populației în 2001 era 0.8%.

## Educația
În anul 2000 funcționau 20 școli cu 8762 elevi: 14 școli elementare cu 4899 elevi, și 11 licee cu 3863 elevi. 52% din absolvenții de liceu au obținut în 2001 certificatul de bacalaureat.

## Sport
Principalul club sportiv al orașului este Maccabi Ironi Kiryat ata , care joacă în Liga Alef de fotbal 
(a treia). Clubul local de baschet Elitzur Kiryat Ata joaca în Superliga israeliană de baschet.

## Obiective însemnate și atracții turistice
- Casa Fisher (Beit Fisher) , clădire din secolul al XIX-lea, găzduiește Muzeul municipal de istorie a orașului. Aici a locuit Yehoshua Fisher, unul din pionierii evrei, fondatori ai localității Kfar Ata.[35]

## Orase înfrățite
- Reinickendorf, Germania (din 1976)
- Sabac(a treia, Germania

## Personalități
- Alon Abutbul (n.1965) actor israelian de cinema
- Avraham Abutbul (1961-2012), actor și cântăreț  israelian
- Erez Lev Ari, cantautor israelian
- Tal Friedman (n. 1963), actor comic israelian
- Yuval Noah Harari, istoric israelian, născut la Kiriat Ata
- Shani Hazan (n. 1992), (Miss Israel în anul 2012
- Ishtar (born 1968), cântăreață franco-israeliană
- Yaniv Katan (n.1981), fotbalist israelian
- Hovi Star (n.1986)  cântăreț israelian de muzică pop
- Meir Tapiro (n.1975), baschetbalist israelian
- Haim Yavin (n.1932–), prezentator și redactor israelian de televiziune
- Yossi Yona (n.1953), politolog israelian
- Eti Zach, cântăreață israeliană